# Дженовес
Дженовес, Хеновес (валенс. Genovés, ісп. Genovés) — муніципалітет в Іспанії, у складі автономної спільноти Валенсія, у провінції Валенсія. Населення — 2796 осіб (2010).

## Географія
Муніципалітет розташований на відстані близько 320 км на південний схід від Мадрида, 55 км на південь від Валенсії.
На території муніципалітету розташовані такі населені пункти: (дані про населення за 2010 рік)
- Альбой: 6 осіб
- Дженовес: 2790 осіб

## Демографія
Динаміка населення (INE ):

## Галерея зображень

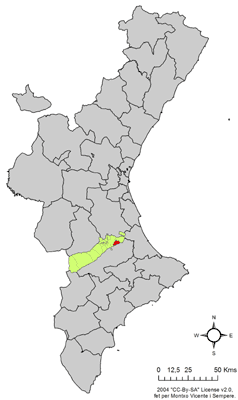
Розташування муніципалітету Дженовес у автономній спільноті Валенсія
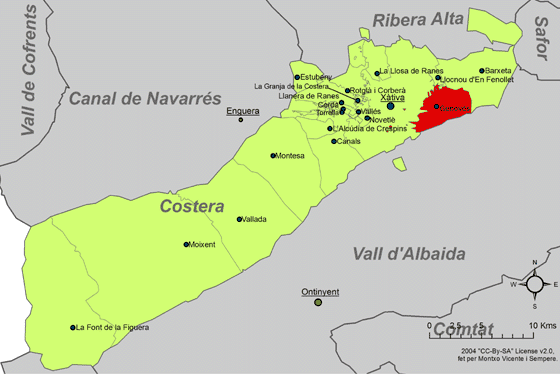
Розташування муніципалітету Дженовес у комарці Ла-Костера